# Diyala (gouvernement)
Diyala (Arabisch: ديالى, Diyālā) is een gouvernement (provincie) in Irak.
Diyala telt 1.135.223 inwoners op een oppervlakte van 19.076 km².